# باغ علی‌شیر (دلفارد)
باغ علی‌شیر، روستایی از توابع بخش ساردوئیه شهرستان جیرفت در استان کرمان ایران است.

## جمعیت
این روستا در دهستان دلفارد قرار دارد و براساس سرشماری مرکز آمار ایران سرشماری عمومی نفوس و مسکن، جمعیت آن 744 نفر (95خانوار) بوده‌است.